# Myiopharus pirioni
Myiopharus pirioni là một loài ruồi trong họ Tachinidae.